# جائزة نيشان الاستحقاق للخدمات المميزة
تم إنشاء وسام نيشان الاستحقاق للخدمات المهمة (بالإنجليزية: Orden al Mérito por Servicios Distinguidos) من بيرو في 18 يوليو 1950 من قبل المجلس العسكري البيروفي بقيادة الجنرال زينون نورييغا . وسام الفروسية هذا، وهو وسام استحقاق حديث، له الدرجات الخمس المعتادة. يتم سقي الشريط بالحرير الأرجواني. الجوهرة والنجمة بيضاويتان ومصنوعتان من الذهب مع حلقة حمراء حول الميدالية الذهبية.
في سنة 1953، تم قبول ثور هيردال بهذا الأمر.